# Paradoxurus
Paradoxurus là một chi động vật có vú trong họ Cầy, bộ Ăn thịt. Chi này được F. Cuvier miêu tả năm 1821. Loài điển hình của chi này là Paradoxurus typus F. Cuvier, 1821 (= Viverra hermaphrodita Pallas, 1777), by indication (Melville and Smith, 1987).

## Hình ảnh

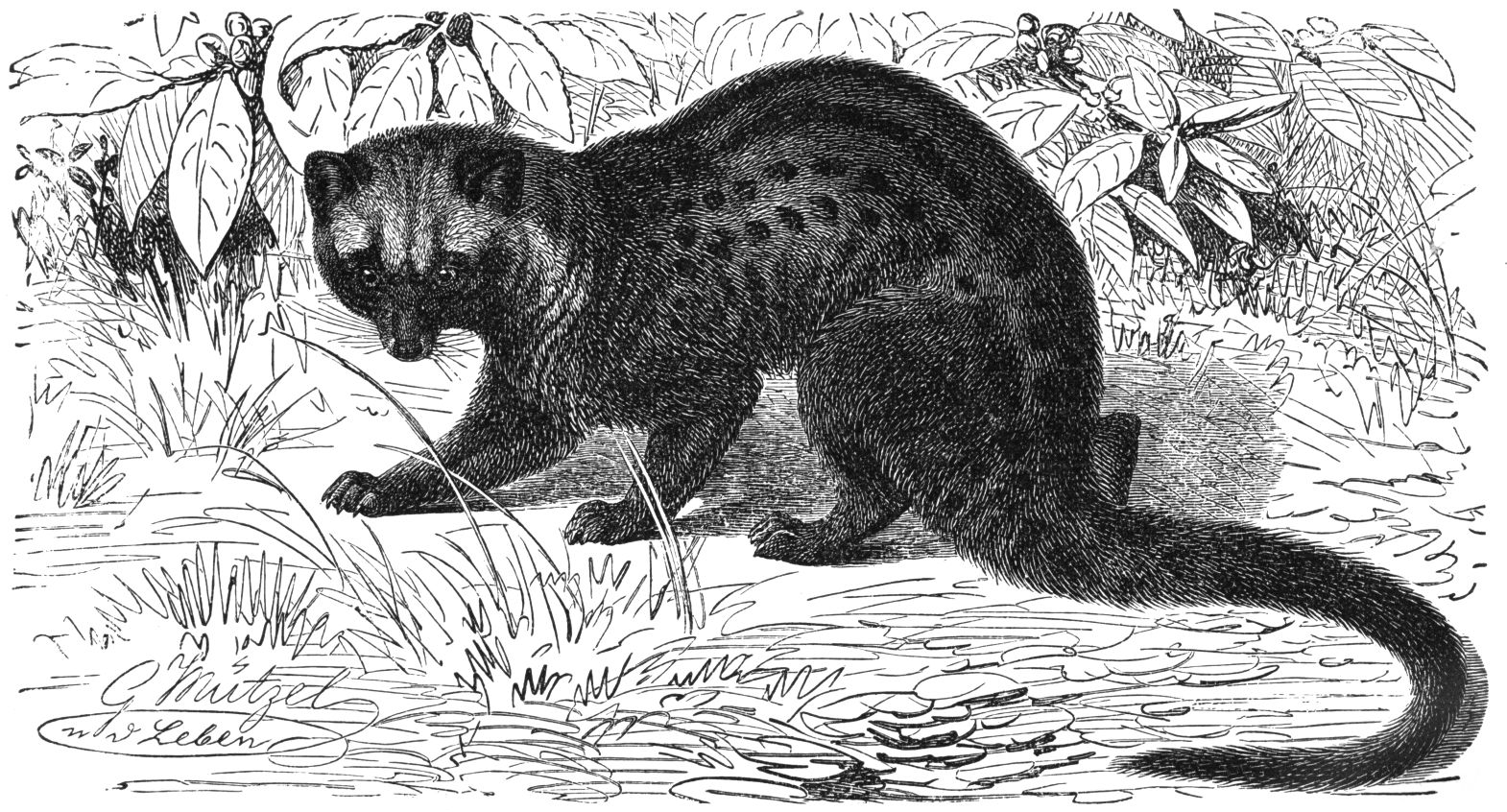
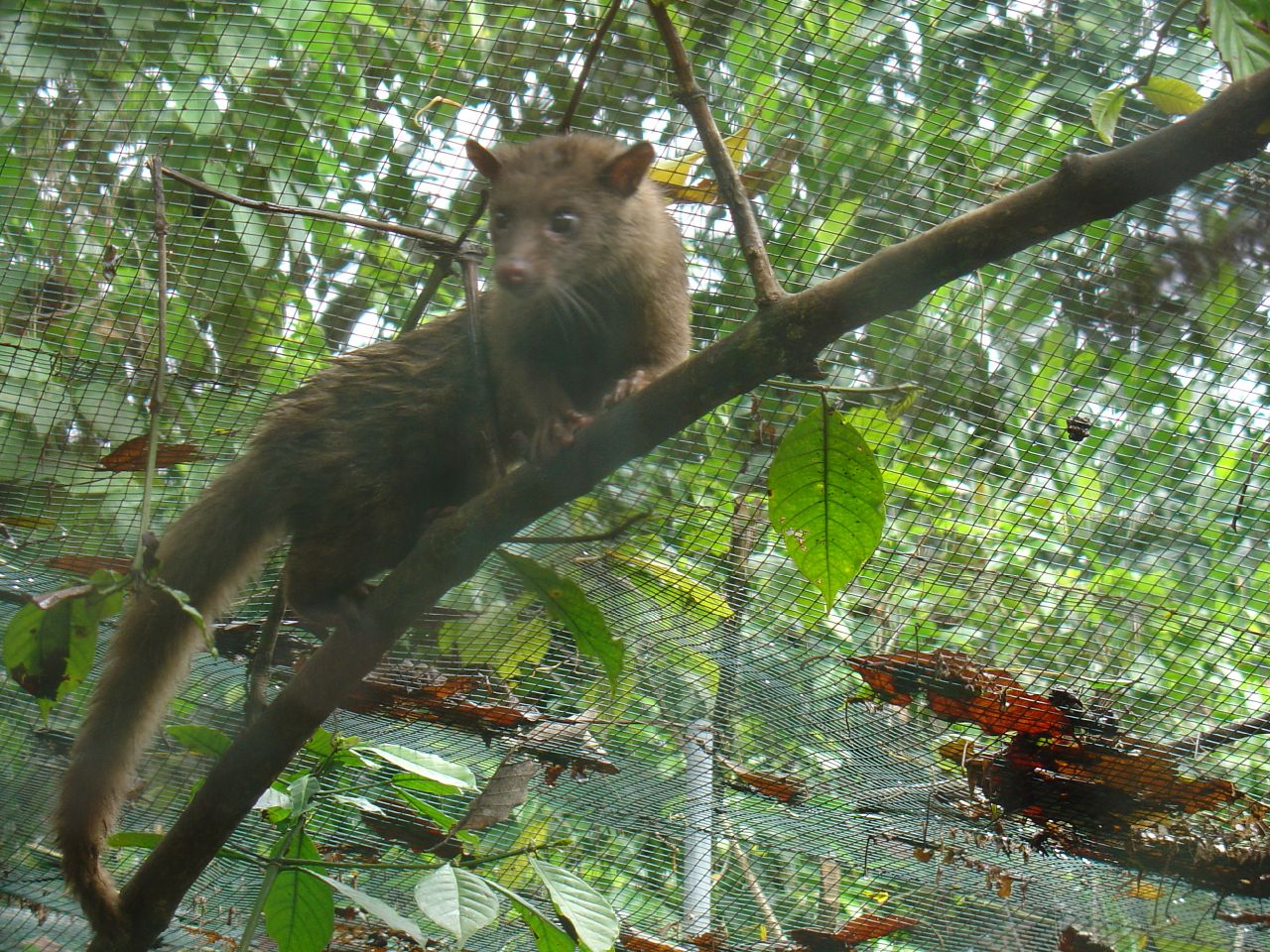
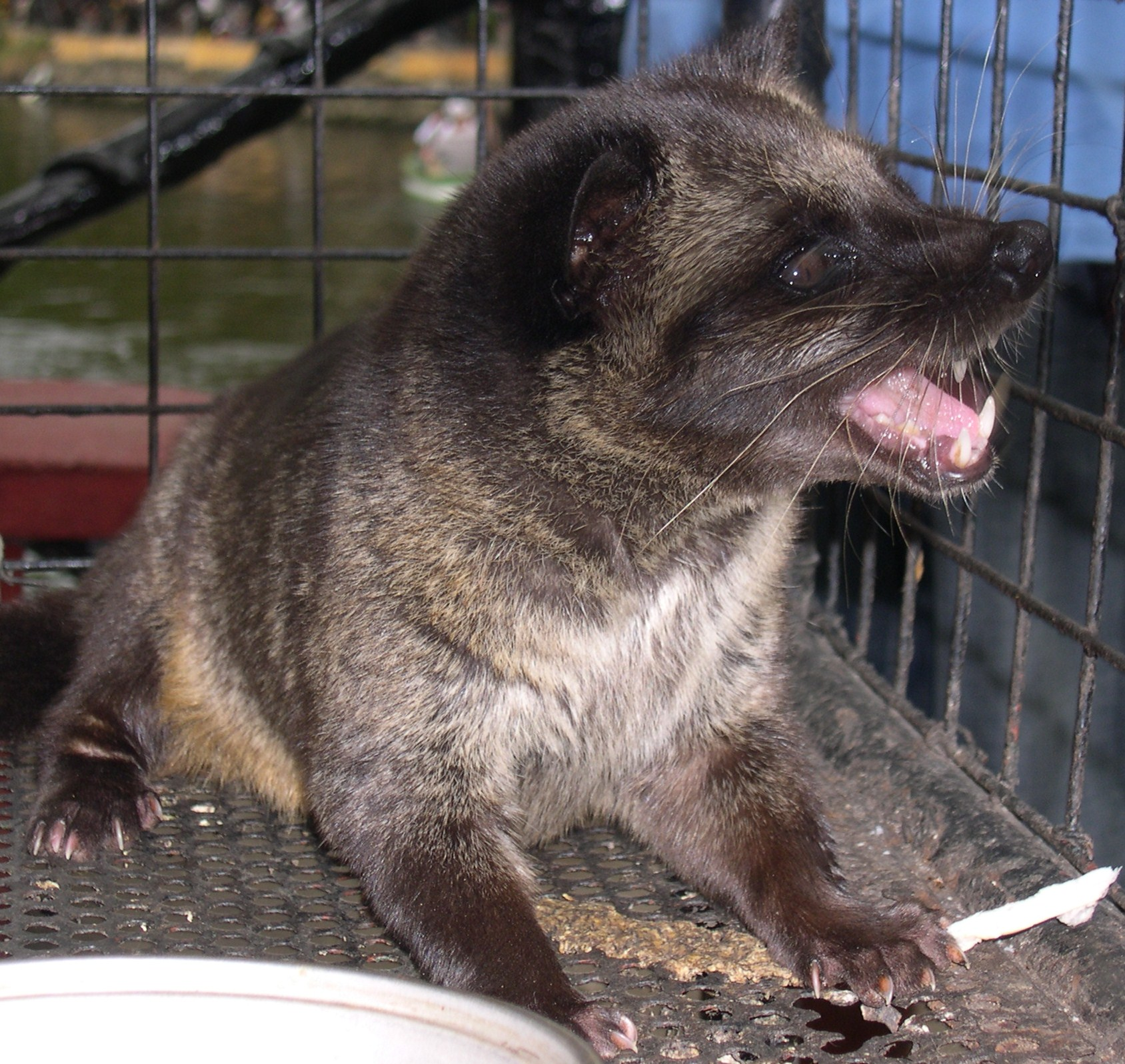
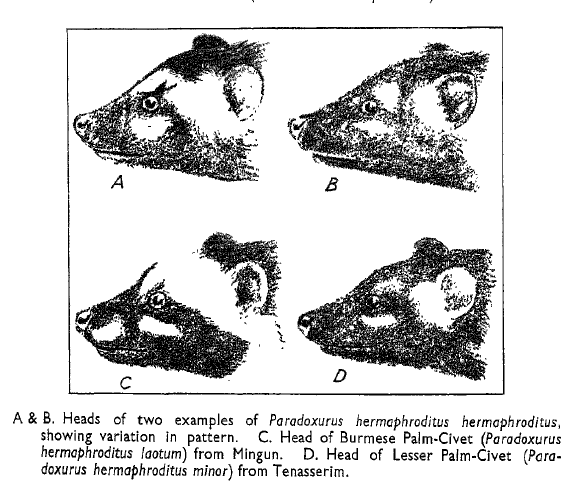

## Các loài
Chi này gồm các loài:
- Paradoxurus hermaphroditus
- Paradoxurus jerdoni
- Paradoxurus zeylonensis